# 171183 Haleakala
171183 Haleakala este un asteroid din centura principală de asteroizi.

## Descriere
171183 Haleakala este un asteroid din centura principală de asteroizi. A fost descoperit pe 30 aprilie 2005 la Haleakala, în cadrul proiectului Faulkes Telescope Educational Project. Asteroidul prezintă o orbită caracterizată de o semiaxă mare de 2,77 ua, o excentricitate de 0,11 și o înclinație de 4,0° în raport cu ecliptica.